# 柳帆
柳帆（1960年10月—2020年2月14日），女，汉族，湖北武汉人，原湖北省武汉市武昌医院副主任护师，中国共产党党员。在武昌医院協助病患因新型冠状病毒疫情中不幸染病，享年59岁。2020年4月被评为烈士。

## 生平
2016年，柳帆到退休年龄后被武昌医院门诊注射室返聘。2017年因门诊注射室取消被派至该院下属的梨园街社区卫生服务中心，任注射室护士。2020年2月2日前正常在岗。2月7日于武汉市武昌医院西院区确诊为新型冠状病毒肺炎，当日即入院治疗。2月12日被转院至武昌医院东院区重症监护室。因基础性疾病较多，病情呈进行性加重，于2020年2月14日18时30分抢救无效去世，享年59岁。武汉市武昌医院对其去世表示哀悼。
柳帆的弟弟常凯为湖北电影制片厂对外联络部主任。在柳帆去世前，其父母和弟弟也先後因感染新冠肺炎去世，丈夫和女儿正在隔离观察中，尚未发现感染。
2020年3月，柳帆被国家卫生健康委员会、人力资源和社会保障部、国家中医药管理局追授为“全国卫生健康系统新冠肺炎疫情防控工作先进个人”。
2020年4月，湖北省人民政府评定柳帆等14名牺牲在新冠肺炎疫情防控一线的人员为首批烈士。